# SN 2003B
SN 2003B – supernowa typu II-P odkryta 5 stycznia 2003 roku w galaktyce NGC 1097. W momencie odkrycia miała maksymalną jasność 15,00m.